# 前反祐一郎
前反 祐一郎（まえそり ゆういちろう、1973年11月19日 - ）は、広島県広島市出身の競輪選手。日本競輪学校第81期生。師匠は和田誠吾（競輪学校第55期生）。

## 来歴
山陽高等学校を経て中央大学に進学。1996年の第51回ひろしま国体・成年スプリントで優勝。翌1997年競輪学校に入校。同期には長塚智広、加藤慎平、合志正臣、飯嶋則之らがいるが、同校の卒業記念レースで優勝。また、在校競走成績は第4位（39勝）だった。
1998年8月14日、高松競輪場でデビューし初勝利を挙げた。さらに後2日間も勝利して、デビュー場所で完全優勝を達成。
2000年、最後の開催となった全日本新人王戦（小倉競輪場）に出場し4着（優勝は同期の加藤）。
2002年、防府競輪場で開催されたふるさとダービーで決勝に進出した（6着）。
2006年6月、シンドラーエレベータ社製のエレベータに乗降中の高校生が死亡した事故が発生したことに関連して、2003年12月17日午前8時半頃、別府競輪場において同社製のエレベータに乗降中だった当人がエレベータ内に閉じ込められていたことが報道で明らかになった。そのエレベータは、同競輪場最上階の4階を通り越し、エレベーター室内の天井部分に衝突していた。当人は発生後約40分後に救出されたものの、精神的ダメージが大きく、同日のレース出走を取りやめた。